# محمود اخوان بازارده
محمود اخوان بازارده (زادهٔ ۱۳۳۰ در لنگرود) نمایندهٔ حوزه انتخابیه لنگرود در دوره ششم مجلس شورای اسلامی بوده‌است.
وی از نمایندگان متحصن و استعفا دهنده مجلس ششم بود.
زندانی سیاسی بین سال‌های ۱۳۵۴ تا ۱۳۵۶ در زندان وکیل‌آباد مشهد به دلیل عضویت در گروه والعصر وابسته به سازمان مجاهدین خلق.
1. ↑  «فهرست نمایندگان دورهٔ ششم مجلس شورای اسلامی». وبگاه مجلس شورای اسلامی. بایگانی‌شده از اصلی (پی‌دی‌اف) در ۲۴ مه ۲۰۱۴. دریافت‌شده در ۲۳ ژوئیه ۲۰۱۳.

## تحصیلات
محمود اخوان بازارده دانش‌آموخته سطح ۳ حوزه، فوق لیسانس فرهنگ و معارف اسلامی از حوزه علمیه قم، فوق دیپلم پزشکی(دانشجوی انصرافی دانشکده پزشکی مشهد بین سال‌های ۵۱ تا ۶۱) است.